# Port of Miami (Album)
Port of Miami ist das Debütalbum des US-amerikanischen Rappers Rick Ross. Es erschien am 8. August 2006 über die Labels Slip-n-Slide Records, Def Jam Recordings und Poe Boy Entertainment. Port of Miami stieg direkt auf Platz 1 der US-amerikanischen Album-Charts ein. Als Singles wurden die Stücke Hustlin’ und Push It veröffentlicht.

## Titelliste
1. Intro – 0:24
2. Push It – 3:28
3. Blow (feat. Dre) – 4:10
4. Hustlin’ – 4:14
5. Cross That Line (feat. Akon) – 4:33
6. I'm Bad – 3:53
7. Boss (feat. Dre) – 4:40
8. For Da Low – 4:21
9. Where My Money (I Need That) – 4:31
10. Get Away (feat. Mario Winans) – 4:06
11. Hit U From the Back (feat. Rodney) – 5:05
12. White House – 4:01
13. Pots and Pans (feat. J Rock) – 4:35
14. It's My Time (feat. Lyfe Jennings) – 4:15
15. Street Life (feat. Lloyd) – 4:07
16. Hustlin’ (Remix) (feat. Jay-Z und Young Jeezy) – 4:44
17. It Ain't a Problem (feat. Carol City Cartel) – 3:47
18. I'm a G (feat. Lil Wayne und Brisco) – 4:15
19. Prayer – 4:08

## Rezeption

### Kritik
Die E-Zine Laut.de bewertete Rick Ross’ Debütalbum mit drei von möglichen fünf Bewertungspunkten. Aus Sicht des Redakteurs Alexander Engelen liefere Rick Ross „eine zwar simple, aber bei weitem keine langweilige Rapvorstellung ab.“ Die Single Hustlin hieve die Geschichte des ehemaligen Drogendealers, der zum erfolgreichen Rapper aufsteigt, auf eine neue Stufe. Engelen umschreibt Port of Miami zusammenfassend als „mächtig.“ So wird etwa der Beat zu Push It, in welchem ein Sample aus Scarface Verwendung findet, gelobt. Die Down South-Bässe in einem Großteil der Lieder werden jedoch als simpel bezeichnet. Stilistische Ausnahmen des Albums seien Cross That Line sowie die Rhythm-and-Blues-Stücke Get Away, Hit U From the Back und It's My Time.

### Erfolg
In der ersten Woche nach der Veröffentlichung des Albums in den Vereinigten Staaten wurden 187.000 Einheiten von Port of Miami verkauft. Damit konnte der Rapper direkt Platz 1 der US-amerikanischen Album-Charts erreichen.
Die erste Single Hustlin erreichte Platz 54 der Single-Charts. Auch die zweite Single Push It konnte sich mit Rang 57 in den US-amerikanischen Charts positionieren.